# Asplenium goudeyi
Asplenium goudeyi es un helecho de la familia Aspleniaceae endémico de Australia.

## Descripción
Tiene hojas de bordes ondulados de 50-75 cm de longitud y 12-18 cm de ancho. De los 11 clados en que se divide el género Asplenium se incluye en el clado Neottopteris, que presenta una morfología característica con nervaduras fusionadas, junto a otras especies morfológicamente similares como Asplenium nidus.